# Crête inter-trochantérique
La crête inter-trochantérique (ou crête inter-trochantérienne postérieure ou ligne inter-trochantérienne postérieure) est une crête osseuse proéminente sur la face postérieure du fémur.
à la jonction du col et de la diaphyse du fémur. Il s'étend entre le grand trochanter en haut et le petit trochanter en bas.

## Description
La crête inter-trochantérique est la crête très saillante qui s'étend entre le bord postérieur du grand trochanter et celui du petit trochanter. Elle s'étend obliquement de haut en bas et de dehors en dedans. Elle forme la limite latérale de la face postérieure du col fémoral.
A la jonction entre son tiers supérieur et ses deux tiers inférieurs se trouve l'élévation du tubercule du muscle carré fémoral.